# Pac (village)
Pac est un village dans l'entité municipale de Bytyç, qui se situe dans la municipalité de Tropojë, en Albanie.